# فرانز جوزف روبرشت
فرانز جوزف روبرشت (1814-1870) (بالإنجليزية: Franz Josef (Ivanovich) Ruprecht)‏ هو عالم نبات روسي.